# NGC 4251
NGC 4251 је спирална галаксија у сазвежђу Береникина коса која се налази на NGC листи објеката дубоког неба.
Деклинација објекта је + 28° 10' 31" а ректасцензија 12h 18m 8,4s. Привидна величина (магнитуда) објекта NGC 4251 износи 10,6 а фотографска магнитуда 11,6. Налази се на удаљености од 14,650 милиона парсека од Сунца. NGC 4251 је још познат и под ознакама UGC 7338, MCG 5-29-50, CGCG 158-60, PGC 39492.